# Новокуктово
Новокуктово (баш. Яңы Күктау) — деревня в Илишевском районе Республики Башкортостан Российской Федерации. Входит в состав Карабашевского сельсовета.

## География

### Географическое положение
Расстояние до:
- районного центра (Верхнеяркеево): 8 км,
- центра сельсовета (Карабашево): 2 км,
- ближайшей ж/д станции (Буздяк): 115 км.

## Население
| 2002 | 2009 | 2010 |
| ---- | ---- | ---- |
| 320  | ↘299 | ↗316 |

Национальный состав
Согласно переписи 2002 года, преобладающая национальность — башкиры (85 %).